# Kapela sv. Vida u Novoselcu
Kapela sv. Vida je crkva u naselju Novoselec koje je u sastavu općine Križ, zaštićeno kulturno dobro.

## Opis
Crkva sagrađena u duhu kasnobarokne arhitekture i obnovljena 1886. godine je jednobrodna građevina pravokutnog tlocrta manjih dimenzija s užim zaobljenim svetištem, sakristijom i zvonikom na zapadnom pročelju. Unutrašnjost je svođena češkim kapama. Inventar pripada 19. i 20. stoljeću.

## Zaštita
Pod oznakom Z-2252 zavedena je kao nepokretno kulturno dobro - pojedinačno, pravna statusa zaštićena kulturnog dobra, klasificirano kao "sakralna graditeljska baština".